# Carme (satèl·lit)
Carme és un petit satèl·lit irregular de Júpiter. Fou descobert per Seth Barnes Nicholson des de l'Observatori de Mount Wilson, a Califòrnia, el juliol de 1938. Rep el seu nom de Carme, amant de Zeus i mare de Britomarte. Amb anterioritat al 1975, abans de rebre el seu nom oficial, se'l coneixia amb el nom de Júpiter XI.
És una lluna petita, amb un diàmetre mitjà de només 46 km, però tot i així és el membre més gros del grup de Carme al qual dona nom. Aquest és un conjunt de satèl·lits retrògrads que orbiten Júpiter a distàncies d'entre 23·10⁶ km i 24 ·10⁶ km i amb inclinacions d'uns 165°. Orbita el planeta en poc més de 2 anys (734 dies).
No se l'ha de confondre amb l'asteroide (558) Carmen.